# Ochodaeus montanus
Ochodaeus montanus es una especie de coleóptero de la familia Ochodaeidae.

## Distribución geográfica
Habita en la España peninsular.